# Anna Ottosson
Anna Helene Ottosson-Blixth, švedska alpska smučarka, * 18. maj 1976, Frösön, Švedska.
Svoj največji uspeh v karieri je dosegla na Olimpijskih igrah 2006 z osvojitvijo bronaste medalji v veleslalomu. V svetovnem pokalu je tekmovala trinajst sezon med letoma 1995 in 2007 ter dosegla eno zmago in še pet uvrstitev na stopničke. V skupnem seštevku svetovnega pokala se je najvišje uvrstila na 15. mesto leta 2007.